# Vallecillo (Francisco Morazán)
Vallecillo é uma cidade hondurenha do departamento de Francisco Morazán.